# Nikita (filme)
Nikita (Brasil: Nikita - Criada Para Matar / Portugal: Nikita - Dura de Matar) é um filme francês de 1990, do gênero ação, escrito e dirigido por Luc Besson e estrelado por Anne Parillaud, Jean-Hugues Anglade, Jeanne Moreau e Jean Reno. Venceu o Prêmio César e o prêmio David di Donatello de melhor atriz (Anne Parillaud), do prêmio Nastro d'Argento de melhor diretor (Luc Besson), além dos prêmios Mystfest de melhor ator (Tchéky Karyo) e National Board of Review de maiores filmes estrangeiros.

## Sinopse
Nikita (Anne Parillaud) é uma jovem viciada membro de uma gangue de delinquentes chefiada pelo insano Rico (Marc Duret) e que foi presa após matar um policial. Dentro da cadeia, é recrutada pelo agente governamental Bob (Tchéky Karyo) para trabalhar como assassina para o serviço de inteligência francês. Em sua nova função, trabalha com a doce Amande (Jeanne Moreau) e o violento, sádico e cruel Victor (Jean Reno) ao mesmo tempo em tenta esconder sua verdadeira vida do seu amado Marco (Jean-Hugues Anglade).

## Elenco
- Anne Parillaud: Nikita
- Jean-Hugues Anglade: Marco
- Tchéky Karyo: Bob
- Jeanne Moreau: Amande
- Jean Reno: Victor
- Marc Duret: Rico

## Prêmios e indicações

### Prêmios
Nastro d'Argento
- Melhor diretor: Luc Besson - 1991[1]

 César
- Melhor atriz: Anne Parillaud - 1991[2]

 David di Donatello
- Melhor atriz: Anne Parillaud - 1991[3]

 Mystfest
- Melhor ator: Tchéky Karyo - 1990[4]

 National Board of Review
- Maiores filmes estrangeiros: 1991[5]

### Indicações
Golden Globe
- Melhor filme estrangeiro: 1992[6]

 César
- Melhor filme: 1991
- Melhor diretor: Luc Besson - 1991
- Ator mais promissor: Marc Duret - 1991
- Melhor música: Éric Serra
- Melhor montagem: 1991
- Melhor fotografia: 1991
- Melhor som: 1991
- Melhor design de produção: 1991

 Mystfest
- Melhor diretor: Luc Besson - 1990

 Academia Japonesa de Cinema
- Melhor filme estrangeiro: 1992[7]

 Chicago Film Critics Association
- Melhor atriz: Anne Parillaud - 1992[8]

## Recepção pela crítica
Nikita recebeu diversas críticas na França e no exterior.
- No site Rotten Tomatoes o filme possui um indíce de aprovação de 87%, baseado em 39 criticas, com uma média de 7.1/10.[10]
- No site Metacritic o filme tem uma aprovação de 56/100, baseado em 16 críticas.[11]
- O crítico estadunidense Roger Ebert também avaliou o filme positivamente definindo-o como "A lenda de Pigmalião para a nossa época violenta".[12]